# DIPADA
DIPADA – anglojęzyczny termin używany w psychologii reklamy na określenie modelowego sposobu zachowania się na rynku odbiorców przekazu reklamowego. Litery składające się na powyższy akronim oznaczają kolejno:
- D – Definition (definicja) – określenie potrzeby,
- I – Identification (identyfikacja) – rozpoznanie możliwości zaspokojenia klienta,
- P – Proof (dowód) – próba (ocena) wybranych alternatywnych możliwości zakupu,
- A – Acceptance (akceptacja),
- D – Desire (pragnienie) – życzenie posiadania reklamowanego produktu,
- A – Action (działanie) – dokonanie zakupu.

W literaturze przedmiotu zostało wyróżnionych jeszcze kilka innych podstawowych modeli określających zestaw reakcji klienta wobec produktu. Są to:
- SLB
- AIDA
- AIDCAS
- DAGMAR.